# Эрик (герцог Вестманландский)
Эрик Шведский, герцог Вестманландский ((нем. Erik av Sverige, hertig av Västmanland), при рождении Эрик Густав Людвиг Альберт Шведский и Норвежский, (нем. Erik Gustaf Ludvig Albert av Sverige och Norge); 20 апреля 1889[…], Дворец Дроттнингхольм, Стокгольм — 20 сентября 1918, Дворец Дроттнингхольм, Стокгольм) — принц Шведский и Норвежский из династии Бернадотов, младший сын короля Густава V и Виктории Баденской, герцог Вестманландский.

## Биография

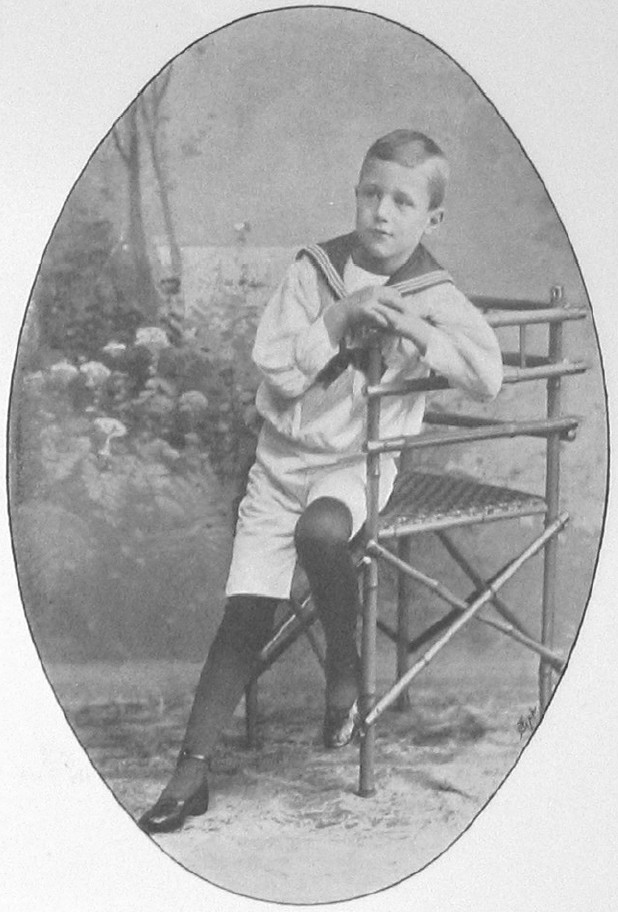
Принц Эрик в детстве.

Принц Эрик Густав Людвиг Альберт Шведский и Норвежский родился 20 апреля 1889 года в Королевском дворце в Стокгольме в семье наследного принца Густава, сына короля Оскара II и Софии Нассауской, и Виктории Баденской, дочери Великого герцога Баденского Фридриха и Луизы Прусской. Стал самым младшим ребенком в семье, у него уже были два старших брата, Густав и Вильгельм. Эрик с детства страдал эпилепсией и был умственно отсталым ребенком. Точные причины заболевания не были известны, но возможно, он получил травмы при рождении. Принца описывали как красивого ребенка, он интересовался спортом.
Из-за своего заболевания принца редко можно было увидеть на публике, он вёл тихую жизнь вдали от общественности, схожую с жизнью принца Джона Великобританского, который также страдал эпилепсией. Эрик не выполнял никаких королевских обязанностей, присутствовал на всех официальных фотографиях, будучи членом королевской семьи. Для принца в 1907—1909 годах была построена отдельная резиденция Germaniavägen в Юрсхольме, на севере от Стокгольма.
Об Эрике заботились многие придворные, которые несли ответственность за него и его братьев. Одной из них была Луиза Ринман, гувернантка королевских детей, которая заботилась о Эрике до конца его жизни. Каждые две недели принцу разрешали выезжать в столицу, его можно было увидеть в опере.
С 1917 года принц стал жаловаться, что живет в изоляции от остальных. В семье было принято решение перевезти принца поближе к семье. Эрик скончался в следующем году от испанки во дворце Дроттнингхольм. Его родители не присутствовали рядом с ним в момент смерти. Согласно официальным источникам, смерть принца стала большим горем для семьи. Похоронен в церкви Риддархольмена. Его бывшая резиденция Germaniavägen находилась в частной собственности до 1960-х годов. С 2011 года здание является резиденцией посла Южно-Африканской Республики в Швеции.